# Teslin (Yukon)
Teslin ist eine kanadische Gemeinde im Territorium Yukon und liegt am 144 km langen Teslin Lake, der vom Teslin River, einem Nebenfluss des Yukon, durchflossen wird. Teslin ist eine von nur acht offiziellen Gemeinden im Territorium und hat den gemeinderechtlichen Status eines Dorfes (englisch Village).

## Geschichte
Bis zum Ende des 19. Jahrhunderts war Teslin ein Sommerlager der Tlingit, in deren Sprache das Wort einen langen, schmalen Wasserlauf bezeichnet. Eine erste ständige Siedlung entstand während des Klondike-Goldrauschs 1898; die Hudson’s Bay Company richtete 1903 dort einen Handelsposten ein.
Bei Mile 804 des Alaska Highway befindet sich das George Johnston Museum, dessen Name an den Fotografen George Johnston erinnert, einen Tlingit, dessen Fotos vom Anfang des 20. Jahrhunderts dort ausgestellt werden. Hinzu kommen Artefakte der Tlingit-Kultur.
1923 wurde zur Verbesserung der Nachrichtenübermittlung in Whitehorse das Northwest Territories and Yukon Radio System eingerichtet. 1941 folgte eine erste Aeradio Navigation Range station in Teslin, genauer gesagt auf dem Teslin Hill beim dortigen Flugplatz. Die Ausrüstung wurde noch vor dem Bau des Alaska Highways über den Teslin River dorthin transportiert. Diese Stationen dienten zunächst der Flugzeugnavigation für die Unterstützung der Sowjetunion; insgesamt orientierten sich 8100 Flugzeuge an ihren Signalen. Bei der Eröffnungszeremonie waren Peter Johnston, Häuptling des Teslin Tlingit Tribal Council anwesend, ebenso wie Clara Jules, Bürgermeisterin von Teslin, Lieutenant-Colonel Laniel von der kanadischen Luftwaffe, die Minister Marian Horne und Elaine Taylor und andere Honoratioren. Teslin war zu dieser Zeit eine Gemeinde der örtlichen First Nation mit nur fünf nicht-indianischen Einwohnern. Die Nachrichten wurden gemorst. Ähnliche Stationen standen in Beaton River, Swift River, Aishihik und Snag. Heute befindet sich diese Radiostation im örtlichen George Johnston Museum. Das Radiosystem bestand bis 1955.

## Klima
Das Klima in Teslin ist kaltgemäßigt (Dfc gemäß der Klimaklassifikation nach Köppen und Geiger). Die durchschnittliche Temperatur im Juli beträgt 14,1 °C und im Januar −17,1 °C sowie im Jahresschnitt bei −0,6 °C. Die tiefste Temperatur wurde am 30. Januar 1947 mit −52,8 °C gemessen.

## Demographie
Die letzte offizielle Volkszählung, der Census 2016, ergab für die Ansiedlung eine Bevölkerungszahl von 124 Einwohnern, nachdem der Zensus 2011 für die Gemeinde noch eine Bevölkerungszahl von 122 Einwohnern ergab. Die Bevölkerung nahm damit im Vergleich zum letzten Zensus im Jahr 2011 um 1,6 % zu und entwickelte sich deutlich schwächer als der Durchschnitt des Territoriums, dort mit einer Bevölkerungszunahme von 5,8 %. Bereits im Zensuszeitraum 2006 bis 2011 hatte die Einwohnerzahl in der Gemeinde um 13,5 % abgenommen, während sie im Durchschnitt des Territoriums um 11,6 % zunahm.
Zum Zensus 2016 lag das Durchschnittsalter der Einwohner bei 39,8 Jahren und damit über dem Durchschnitt des Territoriums von 39,1 Jahren. Das Medianalter der Einwohner wurde mit 41,3 Jahren ermittelt. Das Medianalter aller Einwohner des Territoriums lag 2016 bei 39,5 Jahren. Zum Zensus 2011 wurde für die Einwohner der Gemeinde noch ein Medianalter von 31,8 Jahren ermittelt, bzw. für die Einwohner der Territoriums bei 39,1 Jahren.

## Verkehr
Die Gemeinde wird über den Alaska Highway (auch Yukon Highway 1) mit Whitehorse im Nordwesten bzw. Watson Lake im Osten verbunden. Etwa 3 Kilometer nordwestlich der Gemeinde liegt der örtliche Flugplatz (IATA-Flughafencode: YZW, ICAO-Code: CYZW, Transport Canada Identifier: -). Der Flugplatz verfügt dabei, wie viele der Flugplätze im nördlichen Kanada, nur über eine geschotterte Start- und Landebahn von rund 1.532 Meter Länge.

## Tourismus
Die Brücke „Johnsons Crossing“ vor dem Ort Teslin ist der Ausgangspunkt für Flussreisende, die über den Teslin River und den Yukon-Strom nach Dawson paddeln (etwa 780 km).